# John Agar
Pour les articles homonymes, voir Agar.
John Agar est un acteur américain né le 31 janvier 1921 à Chicago et mort d'emphysème le 7 avril 2002 à Burbank. 

## Biographie
Il est notamment connu pour avoir fait six films aux côtés de John Wayne, dont Le Massacre de Fort Apache et La Charge héroïque, et pour avoir été le premier mari de Shirley Temple, de 1945 à 1949. Ils ont une fille Linda Susan.

## Filmographie partielle

### Cinéma
- 1948 : Le Massacre de Fort Apache (Fort apache) de John Ford : Lieutenant Michael O'Rourke
- 1949 : Iwo Jima de Allan Dwan : Soldat Peter Conway
- 1949 : La Grève des dockers (I Married a Communist) de Robert Stevenson : Don Lowry
- 1949 : Adventure in Baltimore (en) de Richard Wallace : Tom Wade
- 1950 : La Charge héroïque (She wore a yellow ribbon) de John Ford : Lieutenant Flint Cohill
- 1950 : Le Grand Assaut (en) (Breakthrough) de Lewis Seiler
- 1951 : Une corde pour te pendre (Along the Great Divide) de Raoul Walsh : Billy Shear
- 1951 : L'Aigle rouge de Bagdad (The Magic Carpet) de Lew Landers : Abdullah al Husan / Docteur Ramoth / L'aigle rouge
- 1952 : Woman of the North Country (en) de Joseph Kane
- 1953 : Man of Conflict de Hal R. Makelim
- 1954 : Bait de Hugo Haas
- 1954 : The Rocket Man de Oscar Rudolph
- 1954 : Le Bouclier du crime (Shield for Murder) de Howard W. Koch et Edmond O'Brien
- 1954 : La Déesse d'or (The Golden Mistress) de Abner Biberman
- 1955 : The Lonesome Trail (en) de Richard Bartlett (en)
- 1955 : Tarantula ! (Tarantula) de Jack Arnold : Docteur Matt Hastings
- 1955 : La Revanche de la créature de Jack Arnold : Professeur Clete Ferguson
- 1956 : Le Peuple de l'enfer (The Mole people) de Virgil W. Vogel : Dr John Bentley
- 1957 : Le Cerveau de la planète Arous (The Brain from Planet Arous) de Nathan Juran : Steve March
- 1957 : La Fille du Docteur Jekyll (Daughter of Dr. Jekyll) d'Edgar G. Ulmer
- 1958 : Attack of the Puppet People de Bert I. Gordon : Bob Westley
- 1962 : Objectif septième planète (Journey to the Seventh Planet) de Sidney W. Pink : Don Graham
- 1964 : Condamné à être pendu (Law of the Lawless) de William F. Claxton
- 1964 : La diligence partira à l'aube (Stage to Thunder Rock) de William F. Claxton
- 1965 : Furie sur le Nouveau-Mexique (Young Fury) de Christian Nyby : Dawson
- 1966 : Toute la ville est coupable (Johnny Reno) de R. G. Springsteen : Ed Tomkins
- 1967 : L'Affaire Al Capone de Roger Corman : Dion O'Bannion
- 1968 : Hell raiders (en) de Larry Buchanan : Major Ronald Paxton
- 1969 : Les Géants de l’Ouest de Andrew V. McLaglen : Christian
- 1970 : Chisum de Andrew V. McLaglen : Amos Patton
- 1971 : Big Jake de George Sherman et John Wayne : Bert Ryan
- 1976 : King Kong de John Guillermin : employé municipal
- 1982 : Divided We Fall de Jeff Burr et Kevin Meyer (en) : Un officier Yankee
- 1988 : Appel d'urgence (Miracle Mile) de Steve De Jarnatt : Ivan Peters
- 1990 : Visions en direct (Fear) de Rockne S. O'Bannon : Leonard Scott Levy

### Télévision
- 1966 : Zontar, la chose de Vénus de Larry Buchanan
- 1968 : Le Virginien saison 7 épisode 11 (The mustangers) : Joe Williams
- 1993 : Petits cauchemars avant la nuit (Body Bags) (TV) de John Carpenter : Dr Lang